# 糸満市立兼城中学校
糸満市立兼城中学校（いとまんしりつ かねぐすくちゅうがっこう）は、沖縄県糸満市にある市立中学校。

## 通学区域
兼城小学校指定通学区域

## 著名な出身者
- 岡留英貴 - プロ野球選手